# Presidente de Guinea Ecuatorial
El presidente de Guinea Ecuatorial es el jefe de Estado de la República de Guinea Ecuatorial, nominalmente es electo cada 7 años, existiendo además el cargo de jefe de Gobierno nombrado por el presidente de la República.
El país, desde la independencia, solo ha tenido dos gobernantes: Francisco Macías Nguema y su sobrino Teodoro Obiang Nguema, quien lo derrocó mediante un golpe de Estado en 1979; desde entonces se ha mantenido en el poder.
Los partidos de oposición denuncian que las elecciones son fraudulentas, y lo consideran un dictador.

## Limite de mandatos
A partir de 2021, hay un límite de dos mandatos para el presidente en la Constitución de Guinea Ecuatorial. El límite de mandato aún no ha sido cumplido por ningún presidente.

## Lista de presidentes
| No. | Retrato                       | Nombre                              | Elecciones                 | Inicio                | Final                          | Tiempo en el cargo | Partido político     |
| --- | ----------------------------- | ----------------------------------- | -------------------------- | --------------------- | ------------------------------ | ------------------ | -------------------- |
| 1   |                               | Francisco Macías Nguema (1924–1979) | 1968                       | 12 de octubre de 1968 | 3 de agosto de 1979 (Depuesto) | 10 años y 295 días | IPGE (hasta 1970)    |
|     | 1973                          | Francisco Macías Nguema (1924–1979) | PUNT                       | 12 de octubre de 1968 | 3 de agosto de 1979 (Depuesto) | 10 años y 295 días |                      |
| —   |                               | Teodoro Obiang Nguema (1942-)       | —                          | 3 de agosto de 1979   | En el cargo                    | 45 años y 279 días | Militar (hasta 1982) |
| 2   | 1982                          | Teodoro Obiang Nguema (1942-)       | Independiente (hasta 1987) | 3 de agosto de 1979   | En el cargo                    | 45 años y 279 días |                      |
|     | 1989 1996 2002 2009 2016 2022 | Teodoro Obiang Nguema (1942-)       | PDGE                       | 3 de agosto de 1979   | En el cargo                    | 45 años y 279 días |                      |